# Sierścionóżka wielka
Sierścionóżka wielka (Trichopelma grande) – gatunek pająka z infrarzędu ptaszników i rodziny ptasznikowatych. Endemiczny dla Kuby.

## Taksonomia
Gatunek ten opisany został po raz pierwszy w 2024 roku przez Davida Ortiza i Eliera Fonsecę na łamach „Journal of Natural History”. Opisu dokonano na podstawie kilku okazów samców. Jako lokalizację typową wskazano lej krasowy La Palma w Sierra de Quemado na terenie gminy Viñales w prowincji Pinar del Río na Kubie. Epitet gatunkowy oznacza po hiszpański „wielka” i nawiązuje do największych spośród przedstawicieli rodzaju rozmiarów osiąganych przez tego pająka.

## Morfologia
Dorosłe samce osiągają do 24,4 mm długości ciała.
Karapaks samca osiąga od 8,4 do 11,1 mm długości i od 7 do 9,15 mm szerokości. Jego ubarwienie jest czarne, przy czym na obrzeżach występuje gęste, kasztanowobrązowe owłosienie. Ma on prawie płaską część głowową oraz głęboką jamkę. Ośmioro oczu umieszczonych jest w dwóch szeregach na wyraźnym wzgórku. Oczy pary przednio-środkowej są okrągłe i leżą bardziej z tyłu niż eliptyczne oczy pary przednio-bocznej. Z kolei oczy pary tylno-środkowej są jajowate i leżą nieco bardziej z przodu niż eliptyczne oczy pary tylno-bocznej. Nadustek nie jest wykształcony. Na słabo rozwinięte rastellum składają się długie i grube szczecinki. Szczękoczułki mają po od 10 do 13 zębów w pojedynczym, równoległym do przedniej krawędzi bruzdy szeregu. Warga dolna ma niemal trapezowaty kształt. Szczęki mają dobrze wyodrębnione płaty przednie. Lekko sklepione, porośnięte grubymi, sterczącymi włoskami sternum osiąga od 3,6 do 4,8 mm długości i od 4 do 4,3 mm szerokości.
Odnóża mają długie, sterczące na boki szczecinki. Na udach, nadstopiach i stopach występuje skąpe, ciemnobrązowe owłosienie. Podłużne paski na rzepkach są niezbyt dostrzegalne. Goleń pierwszej pary u samca ma przed wierzchołkiem dwie apofizy, z których przednio-boczna jest niemal prosta, stożkowata i zaopatrzona w megakolec na krawędzi wewnętrznej, a tylno-boczna szewronowata, zakrzywiona i wyposażona w długi megakolec na szczycie. Skopule na nadstopiach i stopach są rzadkie, natomiast przypazurkowe kępki włosków gęste. Stopy mają dwa pozbawione ząbków pazurki, a większość ich maczugowatych trichobotrii rozmieszczona jest w dwóch wzdłużnych szeregach.
Opistosoma (odwłok) ma pośrodku części grzbietowej naprzemienne ciemne i jasne pasy poprzeczne, pośrodku przedzielone jasnym pasem podłużnym. Kądziołki przędne pary tylno-środkowej są krótkie i jednoczłonowe, a pary tylno-bocznej długie i trójczłonowe z ostatnim członem stożkowatym.
Nogogłaszczki samca cechują się prawie stożkowatym cymbium podzielonym głębokim wcięciem na dwa płaty, z których tylno-boczny jest znacznie większy i od grzbietowej strony pokryty trichobotriami maczugowatymi. Walcowaty bulbus dysponuje zakrzywionym, prawie stożkowatym, stopniowo ku szczytowi zwężonym embolusem.

## Ekologia i występowanie
Gatunek neotropikalny, endemiczny dla Kuby, znany tylko z kilku stanowisk w Parku Narodowym Viñales. Teren ten cechuje się małymi pasmami górskimi i formacjami wapiennymi. Pająk zasiedla tam pół-wiecznie-zielone i wiecznie zielone lasy mezofityczne oraz okresowo tracące liście lasy drobnolistne. Bytuje na powierzchni ziemi, zachodząc niekiedy do jaskiń. Wędrujące dorosłe samce obserwowano od grudnia do kwietnia.